# Rezerwat przyrody Dębno
Rezerwat przyrody Dębno – leśny rezerwat przyrody położony w gminie Rawicz, powiecie rawickim (województwo wielkopolskie). Znajduje się na terenie Doliny Świętojańskiej, w Lesie Łaszczyńskim, tuż obok drogi ekspresowej S5.
Powierzchnia: 8,03 ha (akt powołujący podawał 7,69 ha).
Został utworzony w 1961 roku w celu zachowania ze względów naukowych i dydaktycznych fragmentu boru mieszanego wilgotnego z zespołem Magnocaricetum. Obecnie jako cel ochrony podaje się „zachowanie ekosystemu lasu mieszanego z pomnikowymi okazami dębów i stanowiskiem kozioroga dębosza Cerambyx cerdo”.
Przedmiotem ochrony jest bór mieszany z dominującą sosną (do 170 lat) i bardzo okazałymi dębami (do 220 lat). Naczelnym celem istnienia rezerwatu jest renaturyzacja tutejszego drzewostanu, poprzez protegowanie (wspieranie) wzrostu gatunków drzew związanych z kwaśną dąbrową, a także eliminacja gatunków obcych, zarówno siedliskowo, jak i geograficznie (głównie świerka i modrzewia). Na terenie rezerwatu występują m.in. borówka czernica, konwalijka dwulistna, wiązówka błotna, turzyca brzegowa, sitowie leśne, kosaciec żółty i jarząb szwedzki (granica południowa naturalnego zasięgu). 

## Podstawa prawna
- Zarządzenie Ministra Leśnictwa i Przemysłu Drzewnego z 21.10.1961 r., Monitor Polski z 1961 r, Nr 87, Poz. 373
- Obwieszczenie Wojewody Wielkopolskiego z dnia 4 października 2001 r. w sprawie ogłoszenia wykazu rezerwatów przyrody utworzonych do dnia 31 grudnia 1998 r.
- Zarządzenie Nr 4/09 Regionalnego Dyrektora Ochrony Środowiska w Poznaniu z dnia 25 stycznia 2010 r. w sprawie rezerwatu przyrody „Dębno”

zmienione przez: Zarządzenie Regionalnego Dyrektora Ochrony Środowiska w Poznaniu z dnia 8 września 2017 r. zmieniające zarządzenie w sprawie rezerwatu przyrody „Dębno”